# Joanna Maćkowiak-Pandera
Joanna Cecylia Maćkowiak-Pandera (ur. 15 lipca 1975) – polska biolog i urzędniczka państwowa, ekspertka ds. energetyki i klimatu, doktor nauk biologicznych, w 2011 podsekretarz stanu w Ministerstwie Środowiska. Założycielka i Prezeska Forum Energii, think tanku energetycznego. 

## Życiorys
Absolwentka Uniwersytetu im. Adama Mickiewicza. W 2008 obroniła pracę doktorską z zakresu nauk biologicznych (specjalność: ekologia) pt. Biotopy i krajobrazy w ocenach oddziaływania autostrad na środowisko. Studium doświadczeń polskich i niemieckich. Była doktorantką na UAM, a także na Uniwersytecie w Poczdamie. Autorka publikacji naukowych z zakresu energetyki, klimatu, ocen oddziaływania na środowisko i strategii dotyczących środowiska. Od 2014 r. prowadzi think tank Forum Energii (wcześniej Forum Analiz Energetycznych), który wspiera niskoemisyjną modernizację sektora energetycznego w Polsce. W 2024 r. została laureatką nagrody Kreator Nowej Energetyki  przyznawanej przez Akademię Górniczo - Hutniczą. 
Od 2024 r. Profesorka na Europejskim Uniwersytecie we Florencji. 
Zwyciężyła w konkursie Fundacji im. Nowickiego dla absolwentów kierunków ochrony środowiska, była stażystką w niemieckiej Federalnej Agencji Środowiska oraz stypendystką m.in. Fundacji Konrada Adenauera oraz German Marshall Fund. Pracowała jako konsultantka w Instytucie Energii Odnawialnej. W 2007 została szefem gabinetu politycznego ministra środowiska Macieja Nowickiego, odpowiadając m.in. za przygotowanie Konferencja Narodów Zjednoczonych w sprawie Zmian Klimatu w Poznaniu w 2008 roku. W ramach pracy w MŚ kierowała zespołem, który pilotażowo sprzedał pierwsze pozwolenia na emisję CO2 w ramach Protokołu z Kioto, dzięki którym Polska zyskała środki na niskoemisyjną modernizację sektora energetycznego. W lutym 2011 została pełnomocnikiem w Ministerstwie Środowiska, odpowiedzialnym za polską prezydencję w Radzie Unii Europejskiej i strategię polityczną, a później podsekretarzem stanu. 
11 maja 2011 powołana na stanowisko podsekretarza stanu w Ministerstwie Środowiska, odpowiedzialnego za prezydencję Polski w Radzie Unii Europejskiej w zakresie środowiska oraz strategii niskoemisyjnych. Odwołana z funkcji 19 grudnia tego samego roku. Pracowała później w think tanku Agora Energiewende oraz jako dyrektor ds. rozwoju rynku w DONG Energy (obecnie Orsted)).